# بیلووتس
بیلووتس (به چکی: Bílovec) یک منطقهٔ مسکونی و شهرستان دارای شهرک سابقاً روستا در جمهوری چک است که در ناحیه نووی ییتشین واقع شده‌است. بیلووتس ۷٬۴۱۵ نفر جمعیت دارد.

## خواهرخوانده
شهر باد نوی‌اشتات آن در زاله خواهرخواندهٔ بیلووتس هست.